# コゴメミズ
コゴメミズ (学名: Pilea microphylla) は、イラクサ科の植物でごく小さな多肉質の草。日本では帰化植物で、沖縄ではごく普通に見られる。

## 特徴
小柄な一年草または越年草。多汁質の植物で、枝先は横に広がる。茎は直立、または斜めに立ち、高さ5 - 20センチメートル (cm) 程度になる。茎は無毛でやや多肉質、緑色か紫を帯び、根際から上部までよく枝分かれして、稜がある。
葉は対生で茎に2列をなしてつく。葉は大きさに差がある。大きい葉はやや楕円形で、長さ5 - 20ミリメートル (mm) 、幅4 mm、葉身より短い葉柄がある。これに対生する葉は長楕円形からへら形でやや小さい。いずれも葉身は緑色で、全縁、無毛である。葉の表では、中肋に垂直な長さ0.3 mmほどの白いウジ虫状の隆起した結晶線があって、結晶線の間には鐘状体が点在する。小さい葉は上記の葉の半分の大きさしかなく、節の部分に出る短枝に束になって生じる。ただし葉の大きさや葉の厚み、草質などには変異が多い。
花期は5 - 8月。雄花と雌花の区別があり、雌雄同株、あるいは異株。どちらの性の花もごく小さく、葉腋から出た短枝に数個ずつ束になって生じる。花柄は無柄か、ほとんど柄がない。花色は緑か紅色を帯びた緑で径1 mm。花被片は4個で、長さは1 mmに満たない。雌花では花被片は卵形で先端が尖る。痩果は卵形で2稜があり、扁平で長さ0.5 mm、花被片より長くて結晶線がある。

## 分布と生育環境
原産地は南アメリカであるが、現在では世界の熱帯域に広く帰化している。沖縄には第2次世界大戦の後に帰化した。初島(1975)では鹿児島市から報告があることを記している。本州での記録は1991年に東京都で、また1998年には神奈川県でも報告が出た。
一年草だが沖縄では通年に渡って見られる。低地の敷石や石垣の間のほか、湿った岩やコンクリートの隙間などによく出現する。

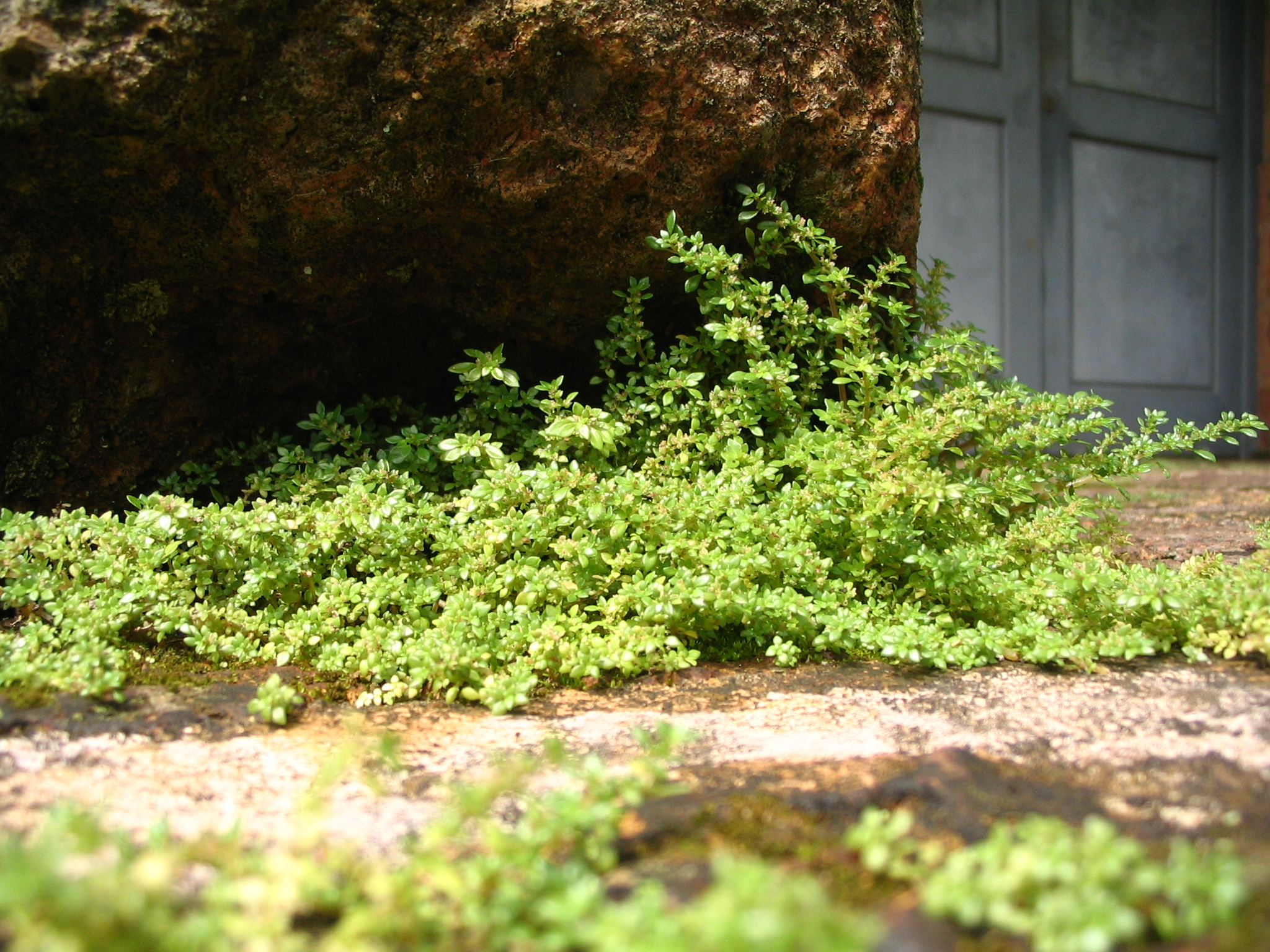
集団を成して生えている
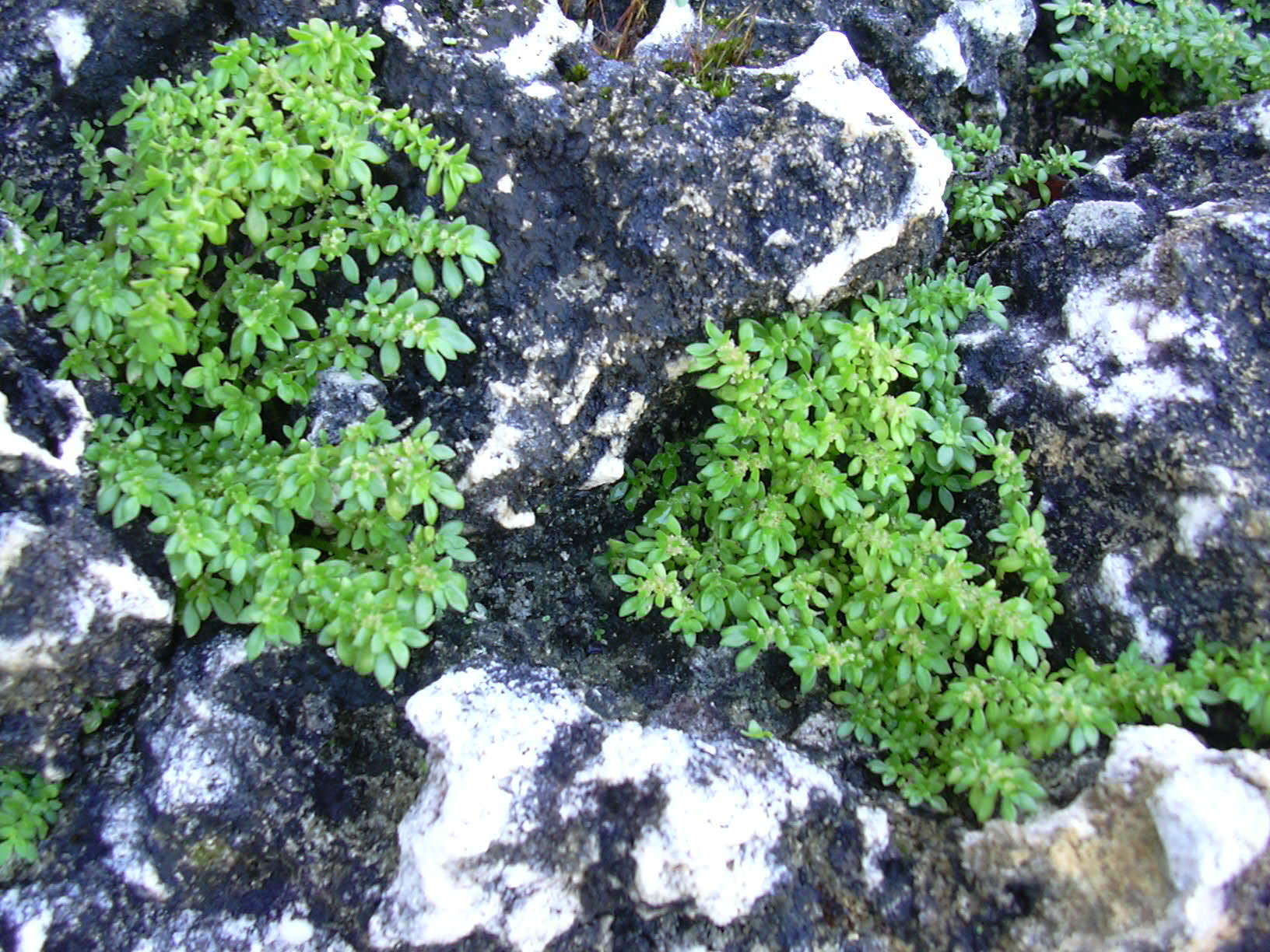
岩の隙間から伸び出している（ハワイ）
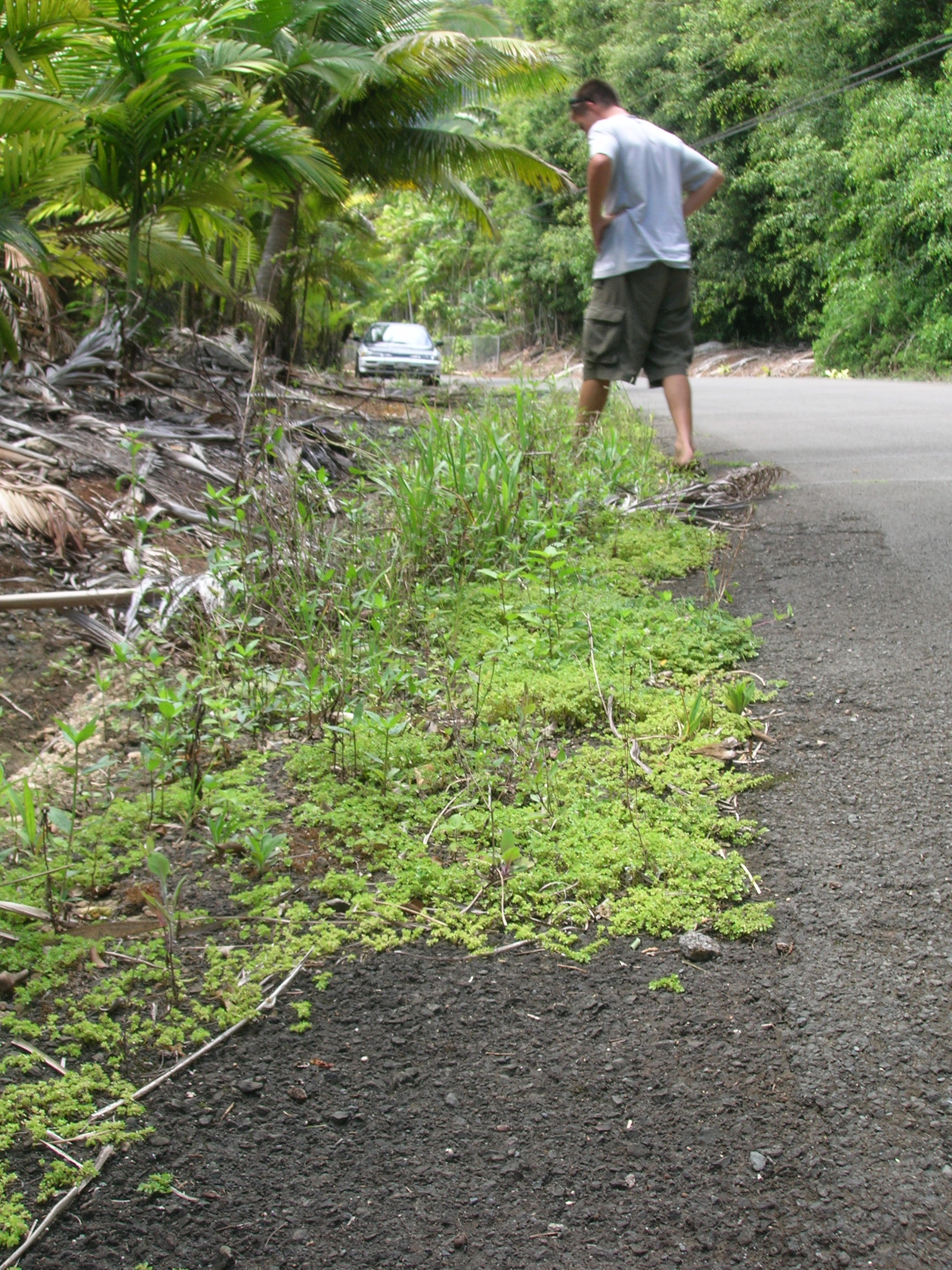
道路脇の群落（同）

## 近縁種など
日本にはミズ属の植物が本種以外に8種ほどあるが、大部分が葉の形がずっと大きくて普通に木の葉形で鋸歯がある。鋸歯のない小さな葉を持つものとしてはコケミズ P. peploides がある。ただしこの種は葉が卵円形で葉柄が葉身と同じくらいの長さで、茎は横に広がらないなど、外見的にはかなり異なる。

## 利害
雑草ではあるが、何しろ小型なので沖縄でも特に大きな迷惑にはなっていない。